# Saint-Christophe-le-Chaudry
Saint-Christophe-le-Chaudry è un comune francese di 106 abitanti situato nel dipartimento del Cher, nella regione del Centro-Valle della Loira.

## Società

### Evoluzione demografica
Abitanti censiti